# Hjar Ennhal
Hjar Ennhal  (in arabo حجر النحل‎?) è un centro abitato e comune rurale del Marocco situato nella prefettura di Tangeri-Assila, regione di Tangeri-Tetouan-Al Hoceima. Conta una popolazione di 9 792 abitanti (censimento 2014).